# Şahaloğlu, Refahiye
Şahaloğlu là một xã thuộc huyện Refahiye, tỉnh Erzincan, Thổ Nhĩ Kỳ. Dân số thời điểm năm 2010 là 132 người.